# Komet Pereyra
Komet Pereyra ali C/1963 R1 je komet, ki ga je na  Observatoriju Cordoba, Argentina 14. septembra 1963 odkril astronom Z. M. Pereyra.
Komet spada v Kreutzovo družino kometov.

## Odkritje
Pereyra je odkril komet, ko je ta bil v ozvezdju Vodne kače (Hydra) (vidi se na južni polobli). Poročal je, da ima komet navidezno magnitudo okoli 2 in rep dolg 1° 
To je potrdil McClure iz Kalifornije, ki pa je njegovo magnitudo ocenil na 6, dolžina repa pa bi naj bila 10,5° .
Po odkritju je njegova svetlost hitro padla

## Lastnosti
Soncu se je najbolj približal 23. avgusta 1963 , 
ko je bil na razdalji samo okoli 0,005 a.e. od Sonca (60000 km od površine Sonca). To pomeni, da so ga odkrili šele po prehodu prisončja, ko se je komet že oddaljeval od Sonca. Zelo kratek čas je bil viden s prostim očesom na južni polobli.
V skupino blizusončevih kometov oziroma Kreutzovo družino kometov ob kometu Pereyra spadata še Veliki komet iz leta 1843 (C/1843 D1) in Veliki komet iz leta 1882 (C/1882 R1) in nekateri drugi (glej sliko na desni).